# Егиазарян, Ануш Карапетовна
Ануш Карапетовна Егиазарян (арм. Անուշ Եղիազարյան; 15 июня 1965) — художница армянского гобелена, доктор педагогических наук, профессор. Почётный профессор института МПГУ (26 сентября, 2016).
Дочь основоположника армянского гобелена, заслуженного художника РА Карапета Егиазаряна.

## Биография
В 1984 году окончила Ереванское художественное училище им. Паноса Терлемезяна (с отличием), в 1990 — Ереванский государственный художественно-театральный институт. С 1991 года — преподаватель в Ереванского педагогического университета им. Хачатура Абовяна, с 2009 — заведующая кафедрой дизайна и декоративно-прикладного искусства там же.
С 1996 года — член Союза художников Армении; с 2009 года входит в состав бюро секции декоративного искусства, с 2010 — в состав правления Союза художников Армении.
Участвовала в выставках в Армении и за её пределами: Ереван, Москва, Пловдив, Дубай, Бове, Санкт-Петербург, Прага и т. д.

## Научная деятельность
В 1994 году защитила кандидатскую, в 2008 — докторскую диссертацию. Доцент (2003), профессор (2011).
Автор многочисленных искусствоведческих и учебно-методических статей, методических пособий, альбомов и каталогов.